# MALBAC
La MALBAC ou Multiple Annealing and Looping Based Amplification Cycles est une méthode quasilinéaire d'amplification du génome complet.
Les méthodes d'amplification de l'ADN traditionnelles sont exponentielles, c'est-à-dire que chaque copie d'ADN produite peut être copiée elle-même au cycle suivant. Il en résulte que les régions les plus facilement copiées seront amplifiées beaucoup plus vite que les régions moins accessibles, d'où un biais d'amplification qui peut être problématique quand on veut amplifier un génome complet.
La MALBAC permet une amplification linéaire en empêchant les copies d'être elles-mêmes recopiées, ce qui réduit largement le biais d'amplification.
Cette technique est toutefois très sensible à la contamination, et reste limitée dans sa couverture du génome, un tiers des SNP d'une cellule n'étant pas détectées par séquençage après MALBAC.

## Principe
La MALBAC utilise des amorces spéciales contenant :
- Une région dégénérée de huit bases susceptible de se fixer aléatoirement sur l'ensemble du génome,
- Une région fixe de vingt-sept bases qui ne s'hybride pas, dont la séquence est GTG AGT GAT GGT TGA GGT AGT GTG GAG.

Ces amorces sont hybridées sur l'ADN et l'on procède à une première phase d'élongation avec une ADN polymérase avec une activité de déplacement de brin, par exemple la BST-DNA polymérase.
On obtient alors un semi-amplicon constitué de copies de fragments du génome avec la séquence de vingt-sept bases en 5'. Un second cycle est réalisé avec la même amorce de façon à synthétiser des brins complémentaires au semi-amplicon, dont les extrémités 5' et 3' sont complémentaires. Ces brins forment alors des anneaux qui ne pourront plus être copiés.
Ces étapes sont répétées cinq fois, puis l'amplicon est amplifié par PCR exponentielle classique.